# Adiantopsis orbignyana
Adiantopsis orbignyana är en kantbräkenväxtart som först beskrevs av Georg Heinrich Mettenius och Oskar Kuhn, och fick sitt nu gällande namn av Ponce och Scataglini. Adiantopsis orbignyana ingår i släktet Adiantopsis och familjen Pteridaceae. Inga underarter finns listade.